# Estación de Mascaraque
Mascaraque fue una estación de ferrocarril situada en el municipio español de Mascaraque, en la provincia de Toledo. Perteneció a la línea Madrid-Ciudad Real, estando operativa entre 1879 y 1988.

## Historia
La estación fue levantada originalmente como parte de la línea Madrid-Ciudad Real. Dicha línea fue construida por la Compañía de los Caminos de Hierro de Ciudad Real a Badajoz (CRB) e inaugurada en 1879, si bien un año después pasaría a manos de la compañía MZA. El complejo ferroviario contaba con un edificio de viajeros y un muelle-almacén de mercancías.
En 1941, con la nacionalización de los ferrocarriles de ancho ibérico, las instalaciones pasaron a manos de RENFE. Hacia 1972 la estación fue reclasificada como un apeadero y quedó sin personal adscrito, eliminándose también las  instalaciones de apartado. En enero de 1988 se clausuraron las instalaciones y la mayor parte de la línea Madrid-Ciudad Real debido a la construcción del Nuevo Acceso Ferroviario a Andalucía. En la actualidad el antiguo complejo ferroviario se encuentra abandonado.